# Galiola
Galiola, Galliola o Gagliola (in croato Galijola) è un isolotto disabitato della Croazia, che fa parte dell'arcipelago delle isole Quarnerine ed è situato a nordovest di Unie e a est-sudest della punta meridionale dell'Istria.
Amministrativamente appartengono al comune di Lussinpiccolo, nella regione litoraneo-montana.

## Geografia
Nel punto più ravvicinato, Galiola dista 20 km dall'Istria. Situato a nordovest di Unie, a sudovest di Levrera e a ovest di Lussino, dista 8,5 km dalla prima, 10,5 km dalla seconda e 13 km dall'ultima.
Galiola si trova nella parte meridionale del Quarnaro, abbastanza isolato rispetto alla terraferma e alle isole vicine. Di forma ovale allungata, è orientato in direzione nordest-sudovest e misura 300 m di lunghezza e 80 m di larghezza massima; possiede una superficie di 0,019 km² e ha uno sviluppo costiero pari a 0,768 km. Nella parte centrale, raggiunge la sua elevazione massima di 2,3 m s.l.m. Data la sua posizione, sull'isolotto è presente un faro.